# Château de Vésigneux
Le château de Vésigneux (ou Vézigneux) est un château situé sur la commune de Saint-Martin-du-Puy dans le département de la Nièvre, en région Bourgogne-Franche-Comté.

## Historique
Le château de Vésigneux date du  XIVe et fut remanié aux XVIe et XVIIe. Il est dévasté par les Grandes Compagnies et les Anglais pendant la Guerre de Cent Ans. Il fait partie de la maison de Bourbon depuis le XVIe siècle. Il est remanié vers 1565. En 1793, le château est vandalisé et une aile détériorée au Nord-Est. De l'époque médiévale subsistent l'imposant donjon carré et une partie des douves.
Le monument fait l’objet d’une inscription au titre des monuments historiques depuis le 10 juillet 2012.

## Description
On accède à l'entrée du château par une longue allée d'arbres qui mène à la façade remaniée au XVIIe, jusqu'à un pont dormant à deux arches. L'édifice est constitué d'un corps de logis à deux niveaux flanqué d'une imposante tour carrée et d'une tour ronde. Une longue aile adjacente débouche sur une tour ronde. Il existe un très beau pigeonnier, un étang, un parc, des écuries, un chenil, des dépendances et une grande ferme.

## Histoire

### XVe
- Guillemette de Cussigny, épouse de Lucas Barbier puis Lucas de Vésigneux

### XVIe
- Sébastien et Aubert de Vésigneux, leurs fils
- Jacqueline de Vésigneux, fille d'Aubert, épouse de Saladin de Montmorillon
- Saladin de Montmorillon (François), leur fils, époux d'Anne de l'Hospital

### XVIIe
- Louise de Montmorillon, leur fille, époux de César de Bourbon Busset, 2e comte de Busset
- Charles de Bourbon Busset (baron de Vésigneux)
- Jean-Louis de Bourbon-Busset (1597-1667), comte de Busset.

Au cours du Grand Siècle, le château de Vésigneux est le rendez-vous de la haute noblesse. Y sont données des fêtes brillantes où les princes du sang sont invités comme Le Grand Condé. On y croise le futur Vauban.
- Louis de Bourbon Busset (1648-1677), comte de Busset
- Louis de Bourbon Busset (1672-1724), comte de Busset
- François-Louis-Antoine de Bourbon Busset (1722-1793), comte de Busset, comte de Châlus, baron de Vésigneux.

Par le jeu des successions, il est aujourd'hui la propriété de la famille Bourbon-Chalus.